# 2499 Бранк
2499 Бранк (2499 Brunk) — астероїд головного поясу, відкритий 7 листопада 1978 року.
Тіссеранів параметр щодо Юпітера — 3,209.